# Barringtonia havilandii
Barringtonia havilandii là một loài thực vật có hoa trong họ Lecythidaceae. Loài này được Ridl. mô tả khoa học đầu tiên năm 1938.